# Pechbonnieu

Pechbonnieu este o comună în departamentul Haute-Garonne din sudul Franței. În 2009 avea o populație de 3.868 de locuitori.

## Evoluția populației
| An        | 1975  | 1982  | 1990  | 1999  | 2006  | 2009  |
| --------- | ----- | ----- | ----- | ----- | ----- | ----- |
| Populație | 1.289 | 1.535 | 1.940 | 2.997 | 3.601 | 3.868 |

## Monumente

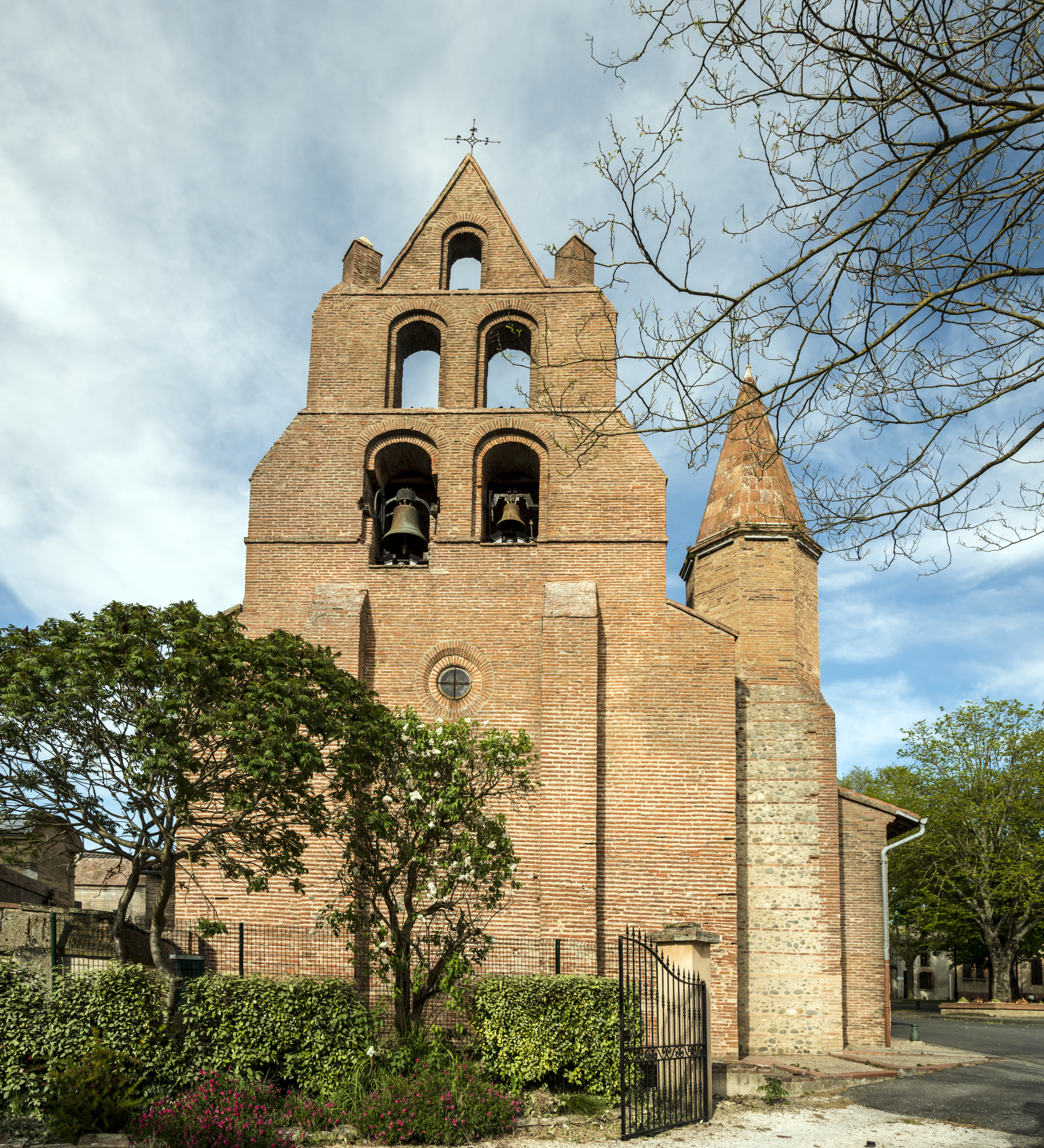
Biserică
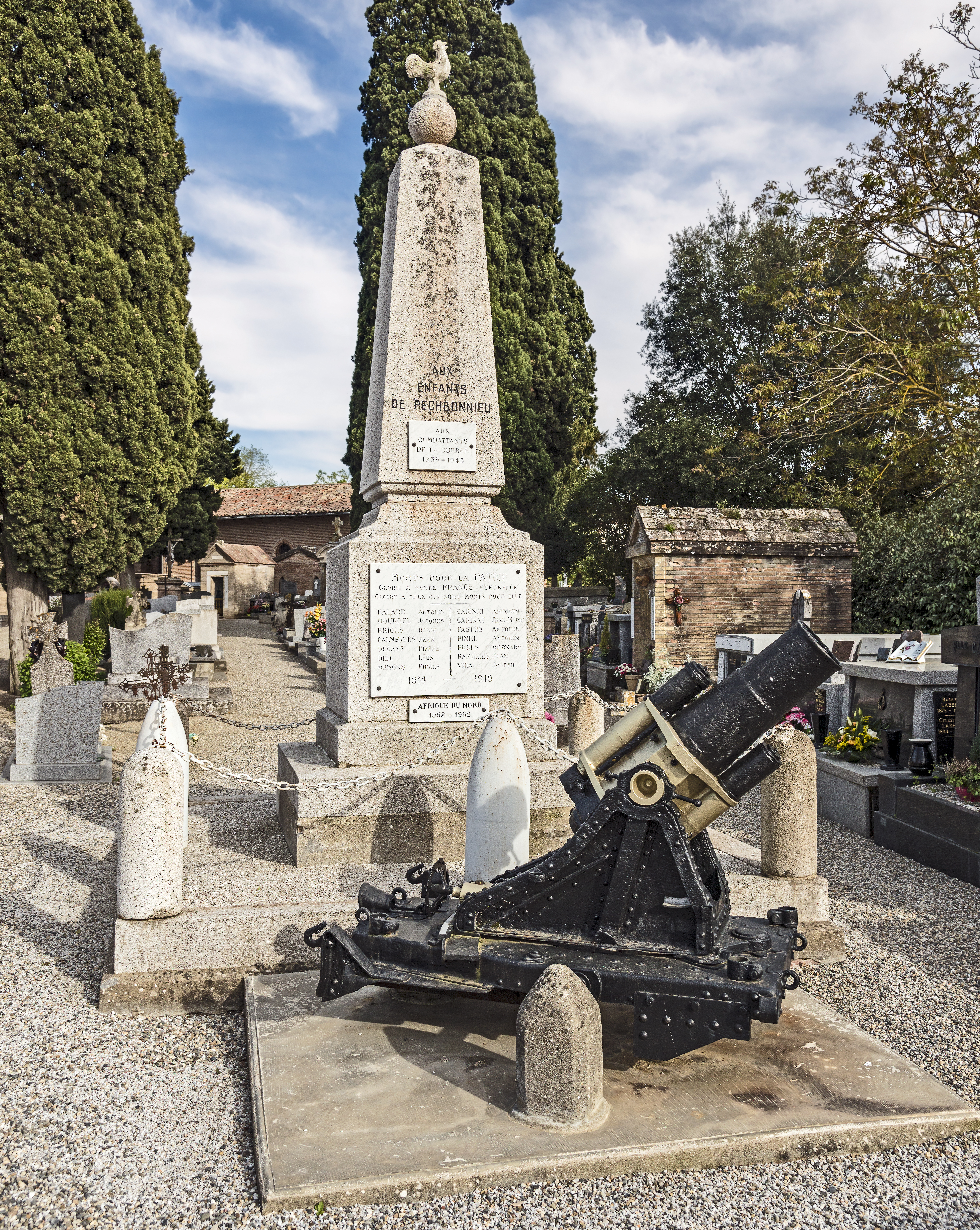